# قراقوش
قراقوش قوش (به معنی پرنده بزرگ)، روستایی از توابع شهرستان سامان در استان چهارمحال و بختیاری ایران است. قراقوش تشکیل شده از قارا یا قَرا به معنی سیاه و بزرگ و قوش است. در لغت نامه دهخدا قوش را مرغی شکاری آورده و قراقوش را باز شکاری معنی کرده‌است.
در فرهنگ لغت ترکی به فارسی، قوش را پرنده، مرغ و قارا قوش را عقاب و شاهین دانسته‌است برخی قراقوش را همان قراسنقر می‌دانند.
قراقوش نام روستایی زیبا در کنار رودخانه زیبا و با صفای زاینده رود است. دهخدا روستای قراقوش را به نقل از فرهنگ جغرافیایی ایران چنین تعریف کرده‌است. «دهی از دهستان لار بخش حومه شهرستان شهرکرد واقع در ۳۵۰۰۰ گزی شمال شهرکرد و ۱۲۰۰۰ گزی راه بن به شهرکرد. موقع جغرافیایی آن کوهستانی، معتدل و سکنه آن ۱۲۰ تن، آب آن از رودخانه محلی و محصول آن برنج، غلات، کشمش، و شغل اهالی زراعت و گله داری است. راه مال رو دارد».
قشقایی ها و تاریخ ایل قشقایی در روستای قراقوش
شهرستان سامان وروستاهای آن محل زندگی مردمان شجاع ودلیر ایل بزرگ قشقایی می باشد، که طی مهاجرت ها وکوچ عشایری ازفارس به چهارمحال وبختیاری به مرورزمان دراین استان ساکن شده اند و هنوز اکثر آداب ورسوم راحفظ کرده اند.
بزرگان وخوانین قشقایی به رسم عشایری وایلیاتی برای تمامی اشیاء وحیوانات خوداسامی انتخاب می کردند، به احتمال زیاد و برگرفته ازاسناد قدیمی روستا (چم قره قوش )قره:سیاه و قوش:همان پرنده شکاری یا باز بوده  واحتمالا نسبت واستعاره به نام  اسب یکی ازبزرگان وخوانین روستابوده است.
قراقوش روستایی ترک زبان بامردمانی خون گرم وباصفا است که اکثریت مردم باهم رابطه خویشاوندی دارند و فامیل های زمانی،منصوری،شریفی،عظیمی ودکمه ای همه بایکدیگر وصلت داشته اند،مردم قراقوش پس ازانقلاب سه شهید گرانقدربه نام های (حاج لطف لله زمانی ،اسدالله عظیمی، نبی الله منصوری )و تعدادی جانباز عزیز را تقدیم ایران عزیزکرده اند مردمان قراقوش درحاشیه زاینده رود نسبت به جمعیت بیشترین معلم، مهندس و دانشگاهی رابه خود اختصاص داداند ودارای رتبه های علمی بالای می باشند، شغل فعلی مردم روستا کشاورزی بوده وتقریبا نیمی ازمردم روستا به شهرها و استان های مجاورمهاجرت کرده اند و یا بصورت فصلی ساکن روستا هستند.

## جمعیت
این روستا در دهستان زرین قرار دارد و براساس سرشماری مرکز آمار ایران در سال ۱۳۹۰، جمعیت آن ۱۲۴ نفر (۴۲ خانوار) بوده‌است.